# Malinta
Le village américain de Malinta est situé dans le comté de Henry, dans l’État de l’Ohio. Lors du recensement de 2010, elle comptait 265 habitants.

## Source
- (en) Cet article est partiellement ou en totalité issu de l’article de Wikipédia en anglais intitulé « Malinta, Ohio » (voir la liste des auteurs).